# Cubitus (série télévisée d'animation)
 (mars 2024).
Si vous disposez d'ouvrages ou d'articles de référence ou si vous connaissez des sites web de qualité traitant du thème abordé ici, merci de compléter l'article en donnant les références utiles à sa vérifiabilité et en les liant à la section « Notes et références ».
Pour les articles homonymes, voir Cubitus.
Cubitus (どんどんドメルとロン, Dondon Domel to Ron) est une série télévisée d'animation belgo-japonaise en 104 épisodes de treize minutes, adaptée de la bande dessinée de Dupa et diffusée du 5 avril 1988 au 27 mars 1989 sur TV Tokyo.
En France, elle a été diffusée à partir du 5 janvier 1990 dans l'émission Avant l'école sur TF1, et au Québec à partir du 2 avril 1990 à Super Écran.

## Synopsis
Cette série est une adaptation de la série de bande dessinée Cubitus créée par Luc Dupanloup alias Dupa en 1968.
Cubitus est un gros chien inséparable de son maître Sémaphore. Les principales occupations de Cubitus sont manger, dormir et surtout se bagarrer avec Sénéchal, le chat du voisin.

## Voix françaises
- Jacques Balutin : Sémaphore
- Pierre Tornade : Cubitus
- Serge Bourrier : Sénéchal
- Julia Dancourt : Madame Béatrice
- Laurence Crouzet : Sherry
- Brigitte Lecordier : le petit frère de Sherry
- Philippe Ogouz : Sénéchal (1ers épisodes)
- Francette Vernillat : le petit frère de Sherry (1ers épisodes)
- Dorothée Jemma : Sherry (voix de remplacement)
- Jacques Ferrière : Sénéchal (voix de remplacement)

## Fiche technique
- Nom original romaji : Dondon Domeru/Domel to Ron
- Nom original kanji : どんどんドメルとロン
- Réalisation : Hiroshi Sasagawa
- Auteur BD : Luc Dupanloup
- Scénaristes : Kaoru Toshima, Matsue Jimbo
- Musiques : Takanori Arisawa
- Interprète du générique en français : Jacques Balutin
- Origine :  Japon  Belgique
- Maisons de production : Telescreen, Le Lombard, Telecable Benelux B.V., TV Tokyo.
- Autres titres :
 Cubitus  Allemagne,  France
 Dommel  Espagne,  Pays-Bas,  Pologne
 Wowser  États-Unis,  Royaume-Uni
 Teodoro e l'invenzione che non va  Italie

## Épisodes
1. Un monde de glace
2. Une petite faim
3. La merveille des merveilles
4. Ça c'est du cinéma
5. Vive les enfants
6. La Locomotive
7. À double tour
8. Les romantiques
9. Ça c'est l'amour
10. La Promenade du matin !
11. Le Cirque
12. La Machine à remonter le temps
13. Le Carrousel
14. Comment maigrir ?
15. Rêve passé
16. Le musée
17. La Grande réception
18. Le Labyrinthe
19. Le Laser à dinosaures
20. Horoscope
21. Et que ça roule
22. Vive la plongée sous marine
23. La Caméra en relief
24. Insomnie
25. Le Vélo fou
26. Un repos bien mérité
27. Un assistant
28. La Porte anti-représentants
29. On a enlevé Cubitus
30. La Tournée
31. La Machine autonettoyante
32. Opération Cubitus
33. Une sacrée invention
34. Sois prudent !
35. Ça n'arrive qu'à moi
36. Gulliver
37. La Fuite
38. La Maison hantée
39. Quelle surprise !
40. L'Entraînement
41. La Vente
42. Les Vacances
43. Tiens ! Un dauphin
44. Les Professeurs
45. Une beauté fatale
46. Cendrillon
47. Au début de l'aurore
48. Quel romantisme !
49. Le Bouchon
50. Ça c'est du sport !
51. Attention au feu !
52. L'Oiseau du matin
53. Petit Cubitus
54. L'Homme des neiges
55. Le gardien
56. Comme sur des roulettes
57. Le Visiteur de l'espace
58. Vive le golf
59. Les Courses
60. Le Champion
61. La Chasse aux lièvres
62. La Lampe qui fait des merveilles
63. Le Grand pari
64. Prêt à tout
65. Le génie
66. À la recherche des os
67. Pinocchio
68. Drôle de planète
69. Ça c'est du karaté
70. Si ce n'est toi…
71. Ciel je rajeunis !
72. Le Roi de la jungle
73. Le Cadeau de Noël
74. La Grande fête
75. La Grande vedette
76. Cubitus et les haricots géants
77. La Vie au ranch
78. La Réincarnation
79. Vive la neige !
80. Une curieuse rencontre
81. Sherlock Holmes
82. La Magie
83. L'Inventeur génial
84. Super Cubitus
85. Espionnage
86. Le Mouton noir
87. Cubitus joue les facteurs
88. La fête de la neige
89. L'Épouvantail
90. Drôle de numéro
91. La cloche
92. À la plage
93. Le Mensonge de Cubitus
94. Assez d'invention
95. La Vie n'est pas ce que l'on croit
96. Une carrière dans la police
97. Vive le camping
98. La Survie
99. Le Salon de coiffure
100. Sauvé !
101. Le Bateau fantôme
102. La Chasse aux papillons
103. Crise d'énergie
104. La Troisième Dimension

## Produits dérivés
- 1990 : édition vidéo par TF1 Vidéo
- 1998 : édition vidéo par Citel Vidéo